# Vraník (Ledečko)
Vraník je malá vesnice, část obce Ledečko v okrese Kutná Hora. Nachází se asi 1,5 kilometru západně od Ledečka. Leží na levém břehu Sázavy.
Vraník leží v katastrálním území Ledečko o výměře 3,04 km².

## Historie
První písemná zmínka o vesnici pochází z roku 1542.

## Pamětihodnosti
- Slovanské hradiště Vraník

## Další fotografie

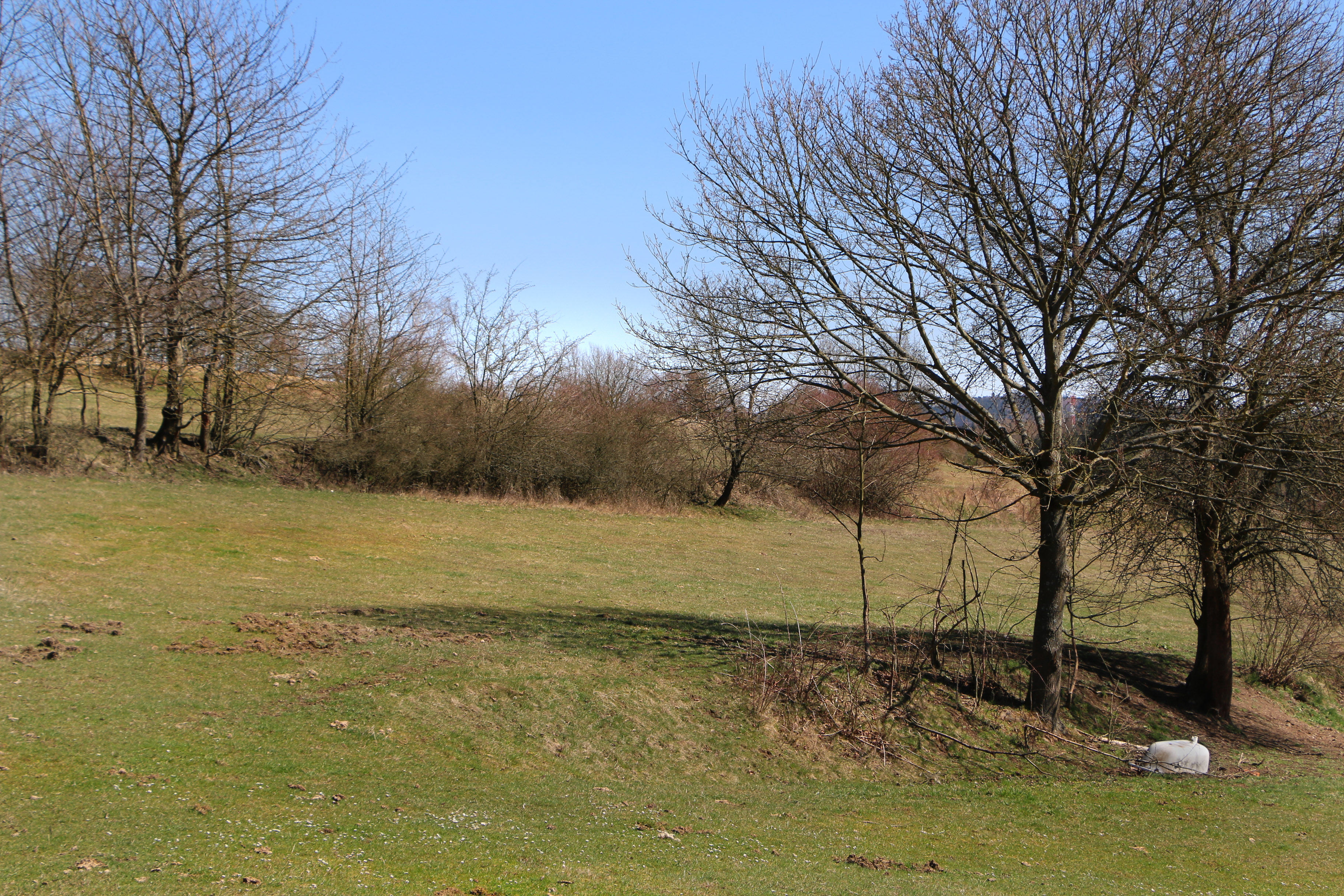
Valy slovanského hradiště
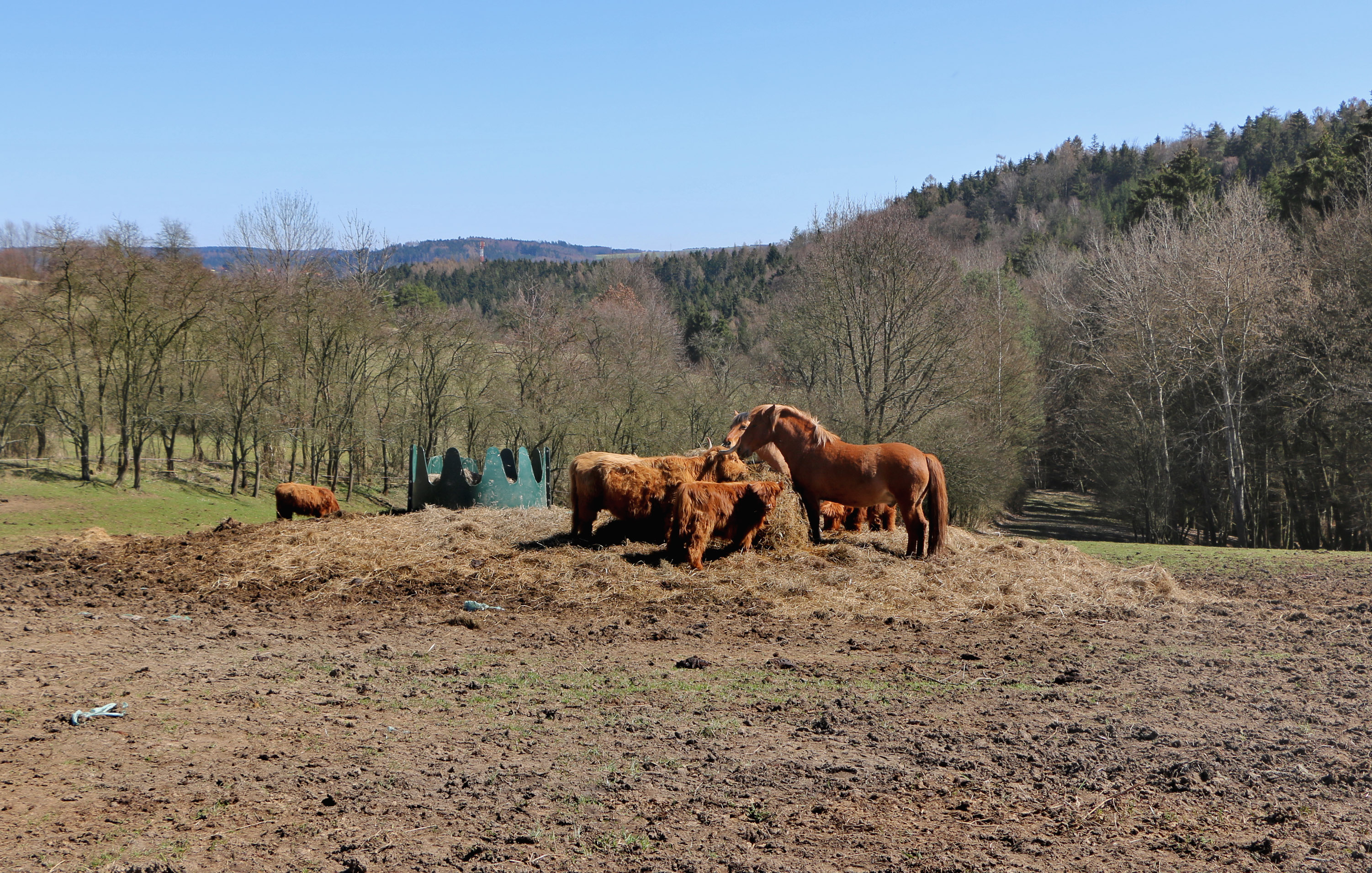
Pastviny